# Phytoseius bimeros
Phytoseius bimeros är en spindeldjursart som beskrevs av Afzal, Bashir och Sabri 2005. Phytoseius bimeros ingår i släktet Phytoseius och familjen Phytoseiidae. Inga underarter finns listade i Catalogue of Life.